# インド国際映画祭
インド国際映画祭（インドこくさいえいがさい、International Film Festival of India、略称：IFFI）は、1952年から開催しているインドの映画祭。アジアで最も重要な映画祭の一つとされている。ゴア州の西海岸で毎年開催され、世界各国の映画の芸術性・卓越性を公開するためのプラットフォームの役割を果たすことを目的としており、各国の映画文化をその国の社会的・文化的な流れを理解し、評価することに貢献している。映画祭はインド国立映画開発公社とゴア州政府が共同で主催している。

## 歴史
第1回IFFIは映画局が主催してムンバイで開催され、インド初代首相ジャワハルラール・ネルーが後援している。映画祭は1952年1月24日から2月1日まで開催され、その後はマドラス、デリー、コルカタ、ティルヴァナンタプラムでも開催されるようになった。第1回IFFIではコンペティション部門はなく、アメリカ合衆国など23か国の長編映画40本と短編映画100本が出品された。インド映画からは『放浪者』『Pathala Bhairavi』『Amar Bhoopali』『Babla』が出品され、海外の映画では『自転車泥棒』『ミラノの奇蹟』『無防備都市』『雪割草』『The Dancing Fleese』『The River』『ベルリン陥落』などが出品された。
IFFIはインド映画産業が第二次世界大戦後に膨大な海外映画に触れる最初の機会となった。1965年の第3回インド国際映画祭で初めてコンペティション部門が設立され、1975年に非コンペティション部門「Filmotsav」部門が設立され、コルカタで開催された。後に「Filmotsav」部門はIFFIに統合された。第3回IFFIではサタジット・レイが映画祭委員長を務め、国際映画製作者連盟から「A」カテゴリに分類された。これにより、IFFIはカンヌ国際映画祭などと同格のコンペティティブ長編映画祭に位置付けられるようになった。
2004年以降からは開催地がゴア州に固定され、毎年11月・12月に開催されるようになった。
日本映画では『あにいもうと』『鉄道員』『リング・ワンダリング』が金孔雀賞を受賞している。

## 映画賞

### 金孔雀賞
- 作品賞

### 銀孔雀賞
- 男優賞
- 女優賞（英語版）
- 監督賞（英語版）
- 新人監督賞（英語版）
- 特別功労賞（英語版）

### 特別賞
- ICFT UNESCOガンディー・メダル（英語版）
- インディアン・フィルム・パーソナリティ・オブ・ザ・イヤー
- サタジット・レイ生涯功労賞

### OTT賞
- ウェブシリーズOTT賞